# داوید تومالا
داوید تومالا (لهستانی: Dawid Tomala؛ زادهٔ ۲۷ اوت ۱۹۸۹) دونده دو و میدانی اهل لهستان است.
وی در مسابقات کشوری و بین‌المللی در مجموع برندهٔ ۱ مدال طلا شده‌است.